# ルドヴィコ・クアローニ
ルドヴィコ・クアローニ（Ludovico Quaroni、1911年3月 - 1987年7月）は、イタリアの都市計画家、建築家、作家、大学教授。ローマ生まれ。
時代の建築と都市計画の主問題について、数多くの出版物の中で深く提言しており、深刻かつ継続的に批判的レビューを受けている。

## 人物
「私は、医師、外科医が、継続的な実験をせずにかの分野でどのように専門家になれるかを知りたい。都市主義者または建築家の場合は同じです。実験する機会がなければ、地域、地方自治体、または州の機関のために働くために、何もできません。それどころか、すべてが純粋な言葉遣いに還元されます。」
（Ludovico Quaroni、建物を設計する、1977年。）
ミラノ工科大学に進学、建築学科で学び、エンリコ・デル・デビーオとマルチェッロ・ピアセンティーニに師事。卒業の1934年で建築家としてプロのライセンスを取得しながら、1939年までローマ大学にてルイジ・ピッチナートやプリニオ・マルコーニらの助手をつとめる。
その間ファイサルと石工のローマ・オーディトリアム (1935年)、アプリリア計画、サヴェリオ・ムラトーリと統一ローマの裁判所（1936年）、議会宮殿（1935年）を2番目で優勝賞金獲得やローマの帝国エウローパE42広場（1938年）といったいくつかの国内および国際設計競技に参加した。
それは専門家のグループが増やされる期でもある。
- ローマでは、Marcello Piacentini、Luigi Piccinatoが参加するGUR（Urbanist Urbanists Group）
- ミラノではルイジFiginiとジノ・ポリーニ間の芸術的コラボレーションに
- ミラノでの研究はBBPRで生まれ、1932年の結婚からは、ジャンルイジ・バンフィ、ロドービコ・ベルジオホソ、エンリコ・ペレサッティとアーネスト・ネイサン・ロジャースらと協働。

その後クアローニは出征し 5年間インドで捕虜生活し、1946年に戻って深く傷跡を残す。アフリカ的有機的建築を特徴とするブルーノ・ゼビ によって1945 年に設立された協会のパートナーとして戦後、ファイサルとマリオ リドルフィらと空港、ローマテルミニ駅 (1947 年) のための設計競技に参加。その年、プロジェクト活動が強く、両方のコミットメントと近傍でこのようなINA-CASAとしてのモデル事業建設といったいずれかでエッセイやスピーチの生産を介して行なう政治的議論への参加によって特徴付けられる。
クアローニの都市計画活動については、1930年代から50年代にかけてはコンペないしスタディに終始しており、一方で建築設計や住宅地計画を中心に実施計画を担当していた。特に公共住宅の供給活動の前身であるINA健康保険基金の住宅開発として、1949年ローマ市のティブルティーナ地区の事例や1951年マテーラ市公害の住宅地開発の事例がある。いずれの案もローコスト住宅であるものの、全体の統一性、デッキ上のアプローチ、公共スペースなど工夫ある計画となっている。
Tiburtino日付、ローマで1947年、マリオ・リドルフィと共にグループリーダーとして指揮し、イタリアの再建の象徴、広範なイタリア合理主義の現在の建築新現実主義の最も重要な作品の中で、イタリアの近代的な運動をその地域的および母国的な意味合いを特徴づけた。
1947年から1951年に都市計画協会の副会長で、そのためいくつかの都市計画段階でのコミットメントを開発。イヴレーア（1952）、ローマ（1954年）、ラヴェンナ（1956年から1957年）、コルトーナ（1957年）とバーリ（1965年）、1960年にメストレにあるサン・ジュリアーノのバレン地区のプロジェクトに参加した。
1949年からイタリア都市計画協会INUラツィオ州支部長と雑誌『都市計画』執行委員。
1951年から1954年の間での活動は郊外の周りUNRRA -カサスの建設とフリードリヒG.フリードマンの介入が率いる学者のグループの両方に関与し、マテーラ主の農家の村のために、ラ・マルテッラMartellaで参加した政治経験への絆が、1953年のコミュニティ運動の政治宣言で署名されたアドリアーノ・オリヴェッティへの地域社会の第一歩となった。
1956年に都市計画でオリベッティ賞を受賞した。1955年から1963年にかけてINU会長を務める。1957年から84年まで、公共事業省からの委託事業で海外での活動にも参加。1957年にはローマ市の法定都市基本計画のスキームを同市の技術委員会を通じて行い、同年ヴェネチアのマスタープラン策定に先立って都市計画競技が行われ、産業地区メストレの広域にわたる住宅地開発と交通網の整備を主張した。
建築家や都市プランナーの仕事に加えてその後、ナポリ（1951年から1955年）、フィレンツェで1957年から1964年に都市計画を教え、彼の教歴が最終的にローマに集約される。ローマでは、大学教育に従事し1965年から1981年にかけて教鞭を執り、数世代の建築家と計画家を生み出した。Massimiliano Fuksasの論文指導をしていた。
1959年にはヴェネツィア市近郊の海岸浅瀬地区の衛星都市コンペで、自転車アクセスを容易にするクラスター状の地域区分や円弧状に大きく囲まれた施設コア、デッキ上の広場を持つ低層住宅地などを提案。
1962年にラヴェンナ市近郊コンペやトリノ市の新業務センター地区開発のコンペに参加。新業務センターでは14本の高層棟を配した案で1等となっている。このコンペはイタリア主要都市における新業務地区開発のさきがけとなった。
1965年にはフランスに渡り、パリ市の都市基本計画、近郊都市を含めた新しい都市構造の提案など、積極的に活動を展開。70年代前半に、アーティストや建築家のグループの一部ルドヴィコCorraoよって都市に新しい命を与えるために呼び出された。
1972年。ベリーズで地震によって破壊された、ジベッリーナに建てられた母教会を再建設計。
1977年から81年にかけて、文化環境財最高委員会委員。1977年には雑誌『パラメトロ』、1980年『建築と都市の雑誌』の編集委員を務める。
1987年にローマで亡くなる。
アドリアーノオリベッティ財団は、相続人によって託された使命とドキュメンタリー遺産を活用するためにルドヴィコクアローニ基金が設けられ、アーカイブに保持。現在、カタログと基金は、図面、計画、写真、モデル、被削材、対応、および民間の紙を含むアーカイブアイテム数千を集めることによって、ローマの建築家という活動証明がなされ、そして豊富な資料や新聞ライブラリに恵まれており、すぐに学者や研究者が利用できるようになっている。

## 作品
- 聖家族教会、ジェノヴァ（1956年）。写真：Paolo Monti、1960（Fondo Paolo Monti、BEIC）
- 1947年 - 55年, INA-Casa del Tiburtino地区、施主M.Redolfi、ローマ
- 1947年、ローマのテルミニ駅のための設計競技プロジェクト案、F.FarielloおよびMario Ridolfiと協働
- 1948年、サンタ・マリア・マッジョーレ教会（Francavilla al Mare）
- 1962年、INA- カサ・デル・カシリーノ地区、エポポートとマエストロ、ローマと協働
- 1956年、ジェノヴァ聖なる家の教会（アドルフ・デ・カルロ、アンドレア・モル、アンジェロ・シビラ）
- 1970年代、多目的複合施設コシミニ、グロセト
- 1983年、オペラ劇場、ローマ
- 1972年 -84年、母教会、決完全に完成、ジベルナ
- 2014年、Palazzo Castelluzzo、パレルモの再建

サクラファミリ教会、ジェノヴァ（1956年）。写真：Paolo Monti, 1960.
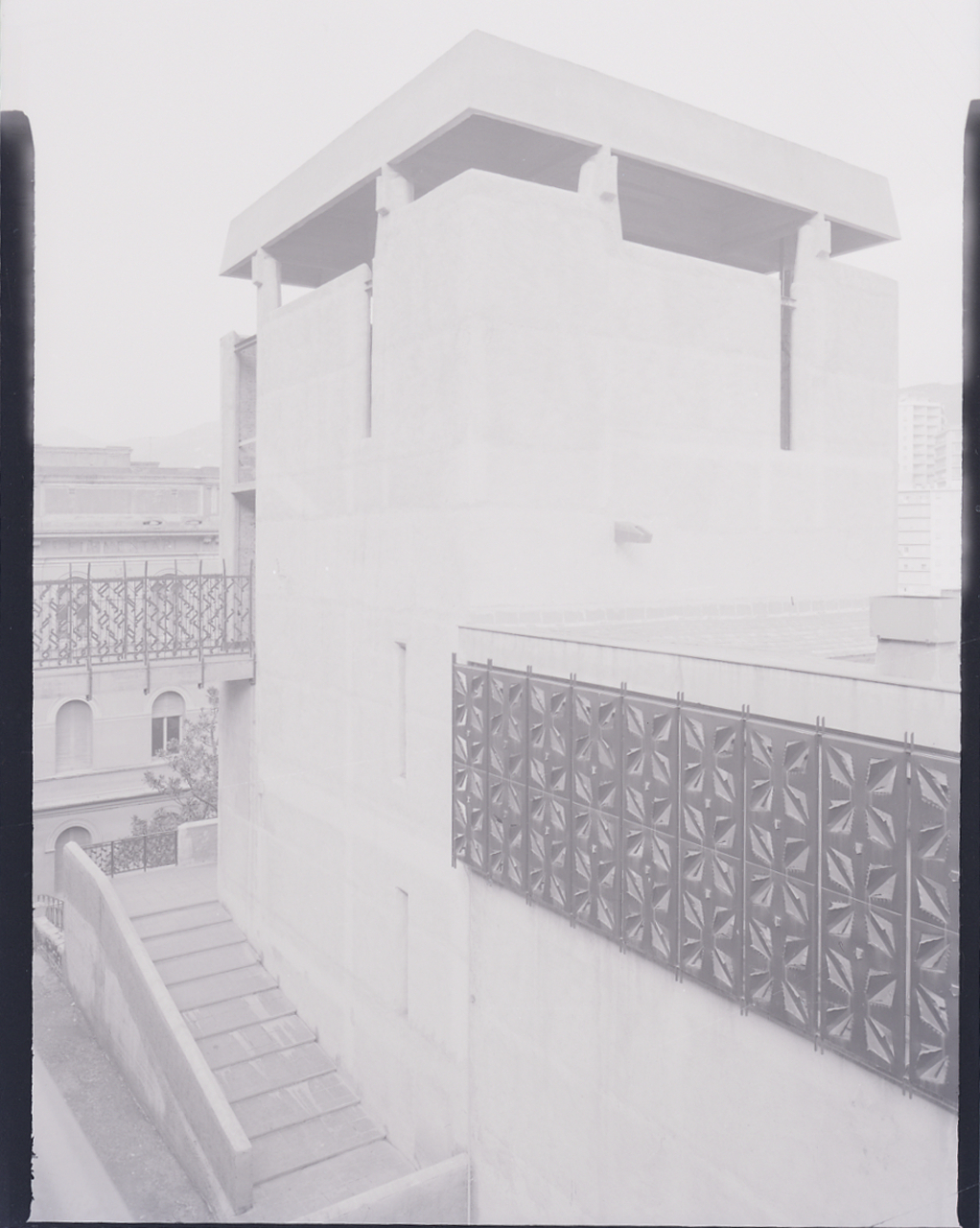
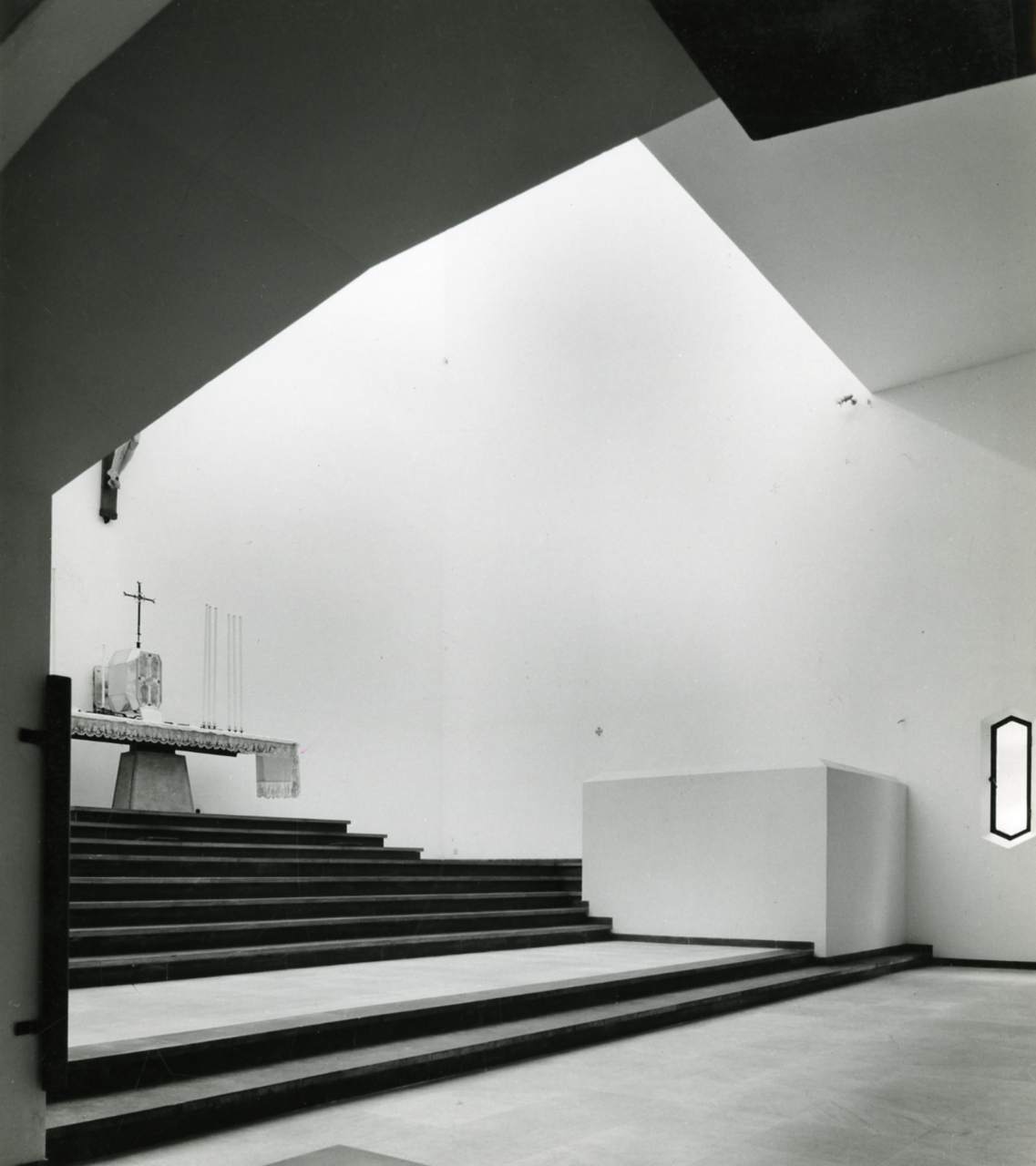
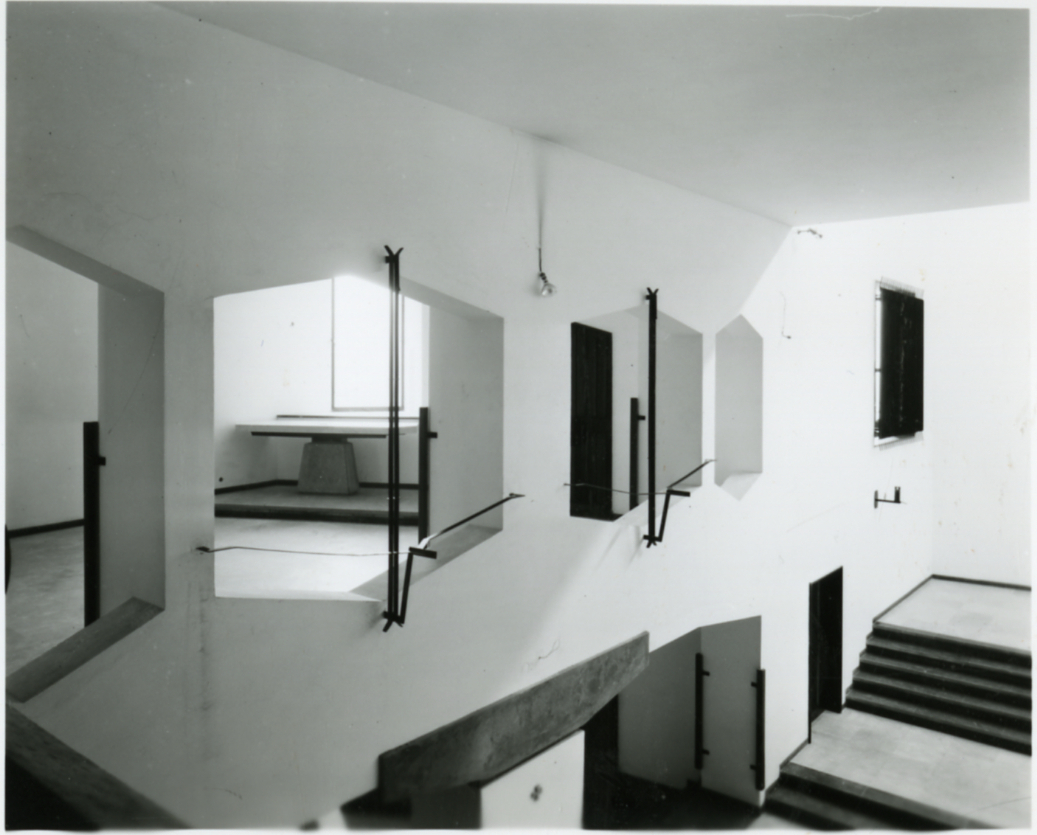

## 出版物
- 近Casilino 23におけるローマ都市計画 Quaroni上に構築され
- 建物を設計する。8つの建築レッスン、Mazzotta、1977
- バベルの塔、1967
- 物理都市、1981
- プロジェクトの文化、1987